# Марджанбулак
Марджанбулак (узб. Marjonbuloq / Маржонбулоқ) — посёлок городского типа в Джизакской области Узбекистана, входит в Галляаральский район. Расположен в 8 км от железнодорожной станции Богарное (на линии Самарканд — Джизак).
Возник как центр золотодобывающей промышленности. В 1980 году Марджанбулак получил статус города. Позднее он утратил этот статус и стал посёлком городского типа.

## Население
| 1979 | 1989 |
| ---- | ---- |
| 947  | 3079 |